# Tátra-Klasse
Die Tátra-Klasse war eine Zerstörerklasse der österreich-ungarischen Kriegsmarine. Die 1911 bestellten Zerstörer wurde offiziell als Torpedofahrzeuge bezeichnet und entsprachen bezogen auf Größe, Bewaffnung und Einsatz den frühen Großzerstörern anderer Marinen. Die ersten sechs Einheiten wurden zwischen Oktober 1913 und August 1914 von der k.u.k. Kriegsmarine übernommen. Die Torpedofahrzeuge und die Rapidkreuzer waren die aktivsten Einheiten der k.u.k. Kriegsmarine im Ersten Weltkrieg. 1915 gingen zwei Einheiten verloren.

Während des Krieges wurde noch vier Einheiten nachbeschafft, die auch als Ersatz-Triglav-Klasse bezeichnet werden. 1918 mussten die vorhandenen Einheiten an die Siegermächte abgeliefert werden. So setzen die italienische Marine fünf und die Marine Nationale eine Einheit noch bis in die 1930er-Jahre ein.

## Geschichte der Klasse
Die Tátra-Klasse entstand aus einer Ausschreibung der österreichischen Marineverwaltung für sechs 800-t-Zerstörer mit Turbinenantrieb und einer Höchstgeschwindigkeit von 32,5 Knoten (kn). Neben den einheimischen Werften in Triest und Fiume wurde auch die AG Vulcan in Stettin zur Abgabe eines Angebots aufgefordert. Den Bauauftrag erhielt dann die Danubius-Werft in Fiume in der ungarischen Reichshälfte. Für diese Wahl waren wohl auch politische Gründe ursächlich, um auch in Ungarn mehr Wohlwollen für den Marineetat zu gewinnen. Der Bau der Zerstörer erfolgte auf dem Betrieb in Porto Ré (Kraljevica) etwas südlich von Fiume.
Im Oktober 1911 begann der Bau der neuen Zerstörer und am 4. November 1912 lief die Tátra als erste Einheit der neuen Klasse vom Stapel, die auch am 12. Oktober 1913 als erste Einheit von der k.u.k. Kriegsmarine übernommen wurde. Ihr folgten bis Mitte August 1914 Balaton, Czepel, Lika, Triglav und Orjen (Baunr. 38 bis 43) in den Dienst, wobei die Indienststellung der drei letzten Einheiten durch den Kriegsbeginn beschleunigt wurde.
Schon am 28. Mai 1914 wurden mit dem Marinehaushalt 1914/15 sechs weitere Zerstörer der Tátra-Klasse genehmigt. Die Auftragsvergabe wurde aber wegen des Ausbruchs des Krieges mit Serbien vorerst verschoben. Erst 1916 erfolgte die Auftragsvergabe für vier Nachbauten an die Danubius-Werft wegen der eingetretenen Verluste und des dringenden Bedarfs an modernen Zerstörern. Die ab August 1916 begonnenen Bauten von Triglav (2), Lika (2), Dukla und Uzsok (BauNr. 73 bis 76) wurden zwischen Juli 1917 und Januar 1918 fertiggestellt und von der k.u.k. Kriegsmarine nur noch in geringem Umfang eingesetzt.

### Technische Daten
Die Zerstörer der Tátra-Klasse verdrängten bei normaler Ausrüstung 870 t und 1050 t bei maximaler Last, bei der 2. Serie 890 t und 1040 t. Der Rumpf der Klasse war 84 m in der Wasserlinie lang (83,5 pp.), bis 7,8 m breit und hatte einen Tiefgang von 3,0 m. Die 2. Baureihe war geringfügig länger.
Angetrieben wurden die Zerstörer von zwei Sätzen AEG-Curtis-Turbinen, die bis zu 20.600 PS leisteten. Der dazu notwendigen Dampf lieferten sechs Yarrow-Kessel. Zwei der Kessel konnten mit Kohle oder auch mit Öl, vier nur mit Öl betrieben werden.
Die Antriebsanlage ermöglichte über zwei Wellen eine Höchstgeschwindigkeit von 32,5 Knoten (kn). Als Treibstoff verfügten die ersten Boote über 104 t Kohle und 125 t Öl, die zweite Baugruppe 108 t zu 143 t. Damit konnten die Zerstörer 1600 Seemeilen bei 12 kn Marschgeschwindigkeit zurücklegen.
Die Zerstörer hatten vier Schornsteine. Das erhöhte Vorschiff war relativ kurz, auf seinem Ende stand das Brückenhaus. Die dahinterstehenden Schornsteine standen auf dem Hauptdeck in einem kleinen, nicht über die Decksbreite reichenden Aufbau.

### Bewaffnung
Die Zerstörer der Tátra-Klasse wurden mit zwei 10-cm-L/47- und sechs 6,6-cm-L/47-Škoda-Kanonen sowie zwei 45-cm-Torpedo-Zwillingsrohren bewaffnet. Die 10-cm-Geschütze standen auf der Mittellinie auf dem Vorschiff und dem Achterdeck. Die sechs 6,6-cm-Geschütze wurden nahe der Bordwand auf Höhe des 2. und des 4. Schornsteins sowie weiter hinten zwischen den beiden hinter den Schornsteinen auf der Mittellinie aufgebauten Torpedosätzen angeordnet.

### Einsatzgeschichte
Die Zerstörer der Tátra-Klasse bildeten im Ersten Weltkrieg die 1. Torpedofahrzeug-Division der österreichisch-ungarischen Marine. Eskortierung von Großkampfschiffen, U-Boot-Jagd, Küstenbeschuss und der mehrfache Angriff auf die Blockadestreitkräfte in der Otranto-Straße gehörten zu ihren Aufgaben.

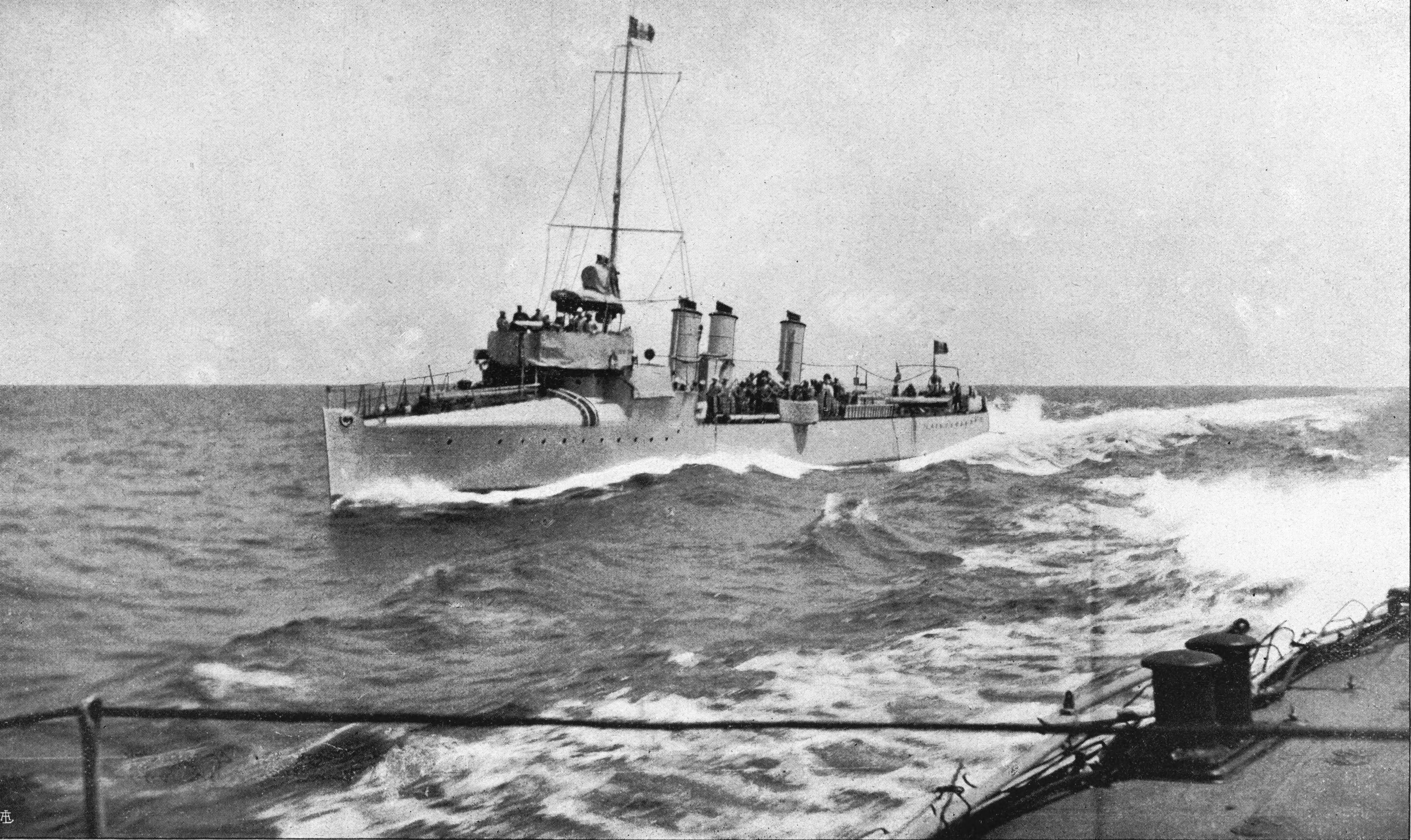
Zerstörer der Nembo-Klasse

Vom Kriegseintritt des ehemaligen Verbündeten Italien auf Seiten der Entente nicht mehr überrascht, griff die k.u.k Kriegsmarine unmittelbar die italienische Küste an. So klärte am 24. Mai 1915 der Rapidkreuzer Helgoland mit den Zerstörern Tatra, Lika und Csepel die Küste Apuliens auf und sollte Barletta beschießen. Als der Kreuzer das Feuer eröffnete, wurde er vom italienischen Zerstörer Aquilone entdeckt, der sofort versuchte, in eine Angriffsposition zu gelangen. Als der Kreuzer den Angreifer entdeckte, nahm er einen Zielwechsel vor. Aquilone versuchte dem Beschuss auszuweichen und zu entkommen. Aus Norden lief mit hoher Fahrt das Schwesterschiff Turbine an, wurde aber früh entdeckt und löste einen erneuten Zielwechsel der Helgoland aus. Die Turbine versuchte nach Norden zu entkommen, was anfangs dank höherer Geschwindigkeit auch zum Teil gelang. Allerdings wurde der italienische Zerstörer dann auch von den Zerstörern Tátra und Csepel verfolgt, die aufschließen konnten und das Feuer eröffneten. Auf der Höhe von Vieste kam dann noch der K.u.k.-Zerstörer Lika der flüchtenden Turbine entgegen und erzielte Treffer, welche die Maschine des italienischen Zerstörers außer Gefecht setzten. Die schwer beschädigte Turbine wurde von der Besatzung verlassen und sank. Auf Seiten der K.u.k.-Kriegsmarine wurde nur die Czepel leicht getroffen. Auf dem Rückmarsch schloss sich noch die Orjen der Helgoland und den Schwesterschiffen an.

Gleichzeitig klärten die Balaton und Triglav der Tátra-Klasse im Bereich von Pedaso mit den Kreuzern Saida und Szigétvàr die italienische Küste auf, ohne auf italienische Einheiten zu stoßen.

Am 28. Juli beschossen die Rapidkreuzer Saida und Helgoland mit vielen Zerstörern, darunter Tatra und Csepel die von italienischen Truppen besetzte Insel Pelagosa. Der Versuch, eigene Truppen zu landen, scheiterte.

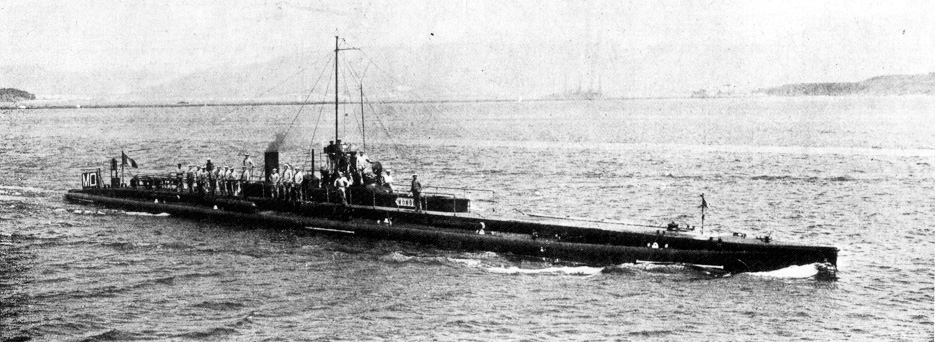
U-Boot Monge

Um die Unterstützung der Serben durch die Entente zu stören, liefen die Helgoland und fünf Zerstörer der Tátra-Klasse im Dezember 1915 von Cattaro nach Durazzo, wo U 15 und zwei ältere Zerstörer bereits patrouillierten. Auf dem Ausmarsch am 28. Dezember entdeckten die Österreicher das französische U-Boot Monge, das von der Balaton unter Feuer genommen und dann gerammt wurde. Die Monge sank mit ihrem Kommandanten Roland Morillot.

Am frühen Morgen des Folgetages begann die Helgoland die Beschießung und versenkte einen Frachter sowie zwei Schoner. Dann lief die Lika auf eine Mine, als sie Artilleriefeuer von Land auswich, und sank. Die Triglav wurde durch einen weiteren Minentreffer schwer beschädigt. Csepel beschädigte sich eine Schraube beim Versuch, die Triglav in Schlepp zu nehmen. Darauf übernahm die Tatra, die Überlebende der Lika gerettet hatte, das Abschleppen des schwer beschädigten Schwesterschiffs und der Verband zog sich zurück, was geschlossen nur langsam möglich war. Die Basis in Cattaro wurde informiert, den angeschlagenen Verband zu unterstützen.
Die Meldung des Angriffs führte zum Auslaufen von zwei britischen Leichten Kreuzern der Town-Klasse, zwei italienischen esploratori sowie fünf französischen und vier italienischen Zerstörern. Auf See bildeten sie zwei Verbände mit je zwei Kreuzern und einer Zerstörergruppe. Am Nachmittag fand die Gruppe mit Dartmouth, Nino Bixio und den fünf französischen Zerstörern den gegnerischen Verband. Als die Zerstörer den Schleppzug angriffen, gaben die Österreicher die schwer beschädigte Triglav auf. Die verbliebenen drei Zerstörer versuchten nahe der Küste nach Cattaro zu entkommen.
Die Kreuzer versuchten die Helgoland zu stellen und verfolgten sie, der es aber gelang, sich weitgehend außerhalb der Artilleriereichweite der Dartmouth zu halten. Der Versuch, die nominell schnelleren französischen Zerstörer gegen den Kreuzer einzusetzen, scheiterte, da sie erhebliche Antriebsprobleme hatten und nicht mal zu den eigenen Kreuzern aufschließen konnten. So entkamen die Helgoland und die drei verbliebenen Tátra-Zerstörer in dem als 1. Seeschlacht vor Durazzo bezeichneten Gefecht. Tátra erhielt auch noch Treffer und eine Turbine fiel aus.
Der zweite Verband mit Weymouth, Quatro und vier Zerstörern der Pilo-Klasse erreichte den Gefechtsbereich zu spät, um noch eingreifen zu können.
Ein für den 26. Februar 1916 geplanten weiterer Angriff von Helgoland, Balaton, Csepel und Orjen auf Durazzo fiel aus, da die Entente-Mächte die Stadt inzwischen geräumt hatten.

Am 4. April 1916 griff das französische U-Boot Bernouilli erneut die k.u.k. Basis Cattaro an und torpedierte die Csepel. Trotz des schweren Treffer am Heck konnte der Zerstörer gerettet werden. Allerdings zog sich die notwendige Reparatur sehr lange hin.

Ein erster Angriff auf die Otranto-Sperre von Helgoland, Balaton, Orjen und drei Torpedobooten am 31. Mai war wenig erfolgreich. Nur eines der Wachboote wurde versenkt.
Ein erneuter Angriff am 3. Juli, an dem auch Tatra, Orjen und Balaton teilnahmen, wurde abgebrochen, da er vorzeitig entdeckt wurde.
Der Versuch am 28./29. August 1916, italienische Einheiten in die Adria zu Positionen aufgestellter U-Boote zu locken, scheiterte wegen dichten Nebels.
Im Frühjahr 1917 plante die Kriegsmarine einen neuerlichen Angriff auf die Otranto-Sperre mit drei Kreuzern. Zur Ablenkung sollten zeitgleich drei Zerstörer der Tatra-Klasse einen Angriff auf Schiffe an der albanischen Küste durchführen.
Als am 15. März 1917 der geplante Angriff erfolgte, standen nur Csepel und Balaton zur Verfügung, die einen vom Zerstörer Borea eskortierten italienischen Nachschubkonvoi angegriffen und den Zerstörer und ein Munitionsschiff versenkten sowie einen weiteren Transporter in Brand schossen.

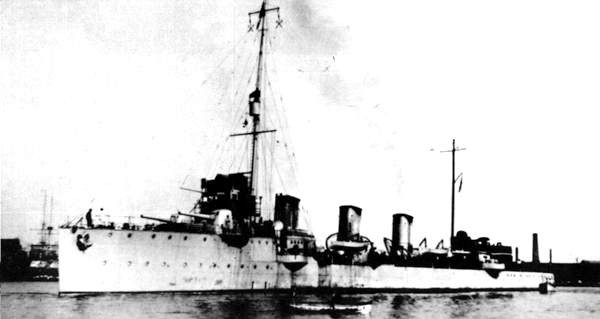
esploratore der Aquila-Klasse

Die auf die Meldung vom Angriff auf die Otranto-Sperre aus Brindisi zur Unterstützung unter Führung der Dartmouth eilenden Einheiten entdeckten die zurückmarschiernden Csepel und Balaton. Sie erkannten aber nicht sofort, dass es sich nur um Zerstörer handelte. Es entwickelte sich ein Verfolgungsgefecht bei hoher Geschwindigkeit, an dem sich die Kreuzer der Verbündeten nicht mehr beteiligten. Balaton wurde früh getroffen, erzielte dann aber einen Treffer auf dem Flottillenführer Aquila, der dessen Maschine außer Betrieb setze. Die in unterstützenden drei Zerstörer der Indomito-Klasse sicherten ihren manövrierunfähigen Führer und gaben die Verfolgung auf. Die österreichischen Zerstörer erreichten dadurch sicher den Schutz der Küstenbatterien von Durazzo. Wegen des Gesamtverlaufs
- siehe Seegefecht in der Straße von Otranto

Am 19. Oktober 1917 kam es noch zu einem weiteren ergebnislosen Gefecht zwischen einem Verband der k.u.k. Kriegsmarine und einem überlegenen Verband der Entente, an dem unter anderem die Zerstörer Czepel, Tátra sowie die neuen Lika (2) und Triglav (2) beteiligt waren.

Die neue Triglav beschoss am 28. November 1917 Eisenbahnanlagen und Telegraphenleitungen im Bereich der Metauro-Mündung mit den Zerstörern Reka und Dinara sowie den Torpedobooten Tb 78 , Tb 79 , Tb 86 und Tb 90.

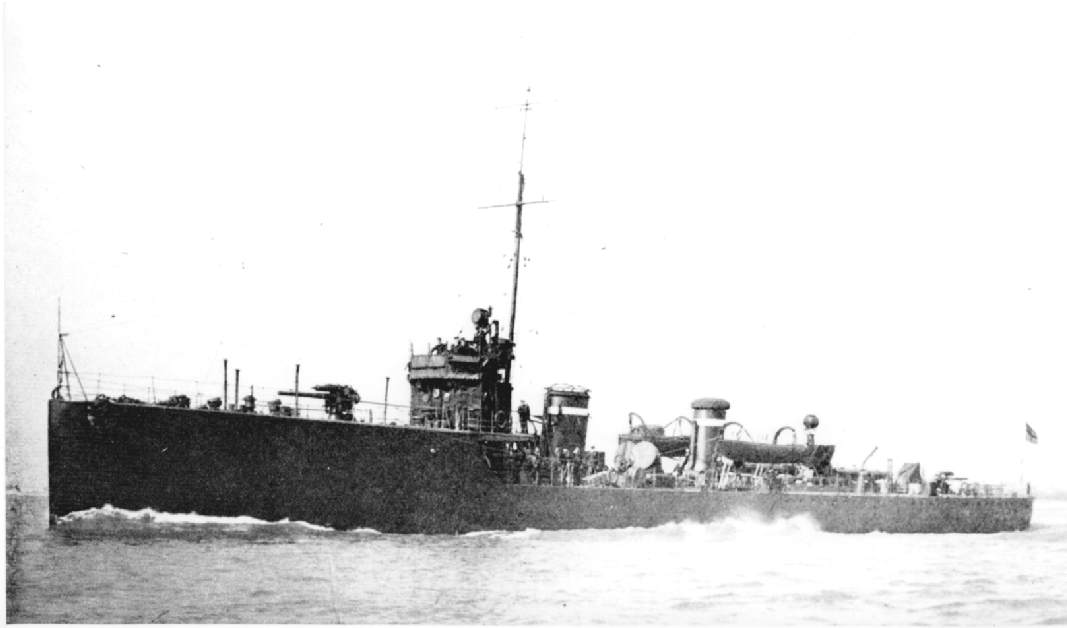
Zerstörer der Acheron-Klasse

Am 22./23. April 1918 stießen die vier Nachbauten Triglav II, Uzsok, Dukla, Lika II sowie die ältere Csepel der Tátra-Klasse gegen den Schiffsverkehr der Entente zwischen Italien und Valona (jetzt Vlorë) in Südalbanien vor. Zur Sicherung dieses Verkehrs und der Otranto-Sperre befanden sich die britischen Zerstörer Hornet, Jackal, Alarm, Comet, die australische HMAS Torrens und die französische Cimeterre paarweise in See. Die drei Gruppen waren etwa 16 km auseinander. Jackal und Hornet entdeckten die Österreicher, gaben Alarm und liefen den Angreifern entgegen. Als die Österreicher sich auf 1,5 sm genähert hatten, eröffneten sie das Feuer und konzentrierten es auf die Hornet. Die britischen Zerstörer drehten ab und nebelten sich ein. Sie wollten die Angreifer nach Süden ziehen. Hornet erhielt einen Treffer im vorderen Magazin, der einen Brand und dann eine Explosion auslöste. Weitere Treffer erhielt die Hornet in Brücke und Rudermaschine. Das Ruder klemmte „Hart Steuerbord“, so dass die Hornet im Kreis lief. Jackal lief darauf nach Osten, um die Angreifer von der Hornet abzuziehen. Schon nach kurzer Zeit brachen die Österreicher die Verfolgung ab, da der Befehlshaber Herkner auf der Triglav vom baldigen Eintreffen von Verstärkungen ausging. Jackal folgte ihnen, verlor aber bald nach Mitternacht den Sichtkontakt. Als fast eine halbe Stunde später Alarm, Torrens und Cimeterre zur Jackal aufgeschlossen hatten, setzten die vier noch fast eine weitere Stunde den fünf Tátra-Zerstörern, ehe sie die Verfolgung abbrachen.

Hornet war sehr schwer beschädigt, konnte aber eingeschleppt werden. Vier Besatzungsmitglieder verloren im Gefecht ihr Leben. Noch vor dem Kriegsende im November war der Zerstörer wieder einsatzbereit. Auch Jackal hatte Treffer erhalten und ihren Hauptmast verloren. Auf ihr starben zwei Besatzungsmitglieder. Dazu wurden auf den beiden Zerstörern weitere 25 Mann verwundet.

Die k.u.k.-Zerstörer versäumten, ihre beiden Gegner zu vernichten. Obwohl sie keine Schäden erlitten hatten und keine Verstärkungen zu sehen waren, zogen sie sich zurück.

Die Briten sahen das Gefecht als Bestätigung ihrer Überlegenheit gegenüber den Gegnern. Obwohl nur sie Verluste erlitten hatten, werteten sie die Vertreibung der fünf modernsten Zerstörer des Gegners durch zwei ihrer Vorkriegszerstörer als einen großen Erfolg.
Geplante weitere Vorstöße im Sommer 1918, bei denen die Tátra-Zerstörer neben den Schlachtschiffen eingesetzt werden sollten, fanden nach der Versenkung des Schlachtschiffs Szent István am 10. Juni 1918 nicht mehr statt.

### Einheiten der Klasse
| Name        | Kiellegung | Stapellauf | in Dienst  | Verbleib                                                         |
| ----------- | ---------- | ---------- | ---------- | ---------------------------------------------------------------- |
| Tátra       | 10.1911    | 4.11.1912  | 12.10.1913 | 1920 an Italien: Fasana, Ersatzteilspender, 1923 ausgesondert    |
| Balaton     | 11.1911    | 16.11.1912 | 28.10.1913 | 1920 an Italien: Zenson, Ersatzteilspender, 1923 ausgesondert.   |
| Czepel      | 1.1912     | 30.12.1912 | 29.12.1913 | 1920 an Italien: Muggia, 25. März 1929 gesunken                  |
| Lika        | 4.1912     | 15.03.1913 | 8.08.1914  | Sank am 29. Dezember 1915 nach Minentreffer vor Durazzo.         |
| Triglav     | 8.1912     | 22.12.1913 | 8.08.1914  | Sank am 29. Dezember 1915 nach Minentreffer vor Durazzo          |
| Orjen       | 9.1912     | 26.08.1913 | 11.08.1914 | an Italien 1920: Pola/ ab April 1931 Zenson, Mai 1937 gestrichen |
| Triglav (2) | 8.1916     | 24.02.1917 | 16.06.1917 | an Italien 1920: Grado, September 1937 gestrichen.               |
| Lika (2)    | 8.1916     | 8.05.1917  | 5.09.1917  | an Italien 1920: Cortelazzo, Januar 1939 gestrichen.             |
| Dukla       | 9.1916     | 18.07.1917 | 7.11.1917  | an Frankreich 1920: Matelot Leblanc, 1936 gestrichen.            |
| Uzsok       | 9.1916     | 26.09.1917 | 22.12.1917 | an Italien 1920: Monfalcone, Januar 1939 gestrichen.             |

### Im Dienst der Siegermächte
Mit dem Kriegsende wurde die Österreich-Ungarische Kriegsmarine aufgelöst. Alle überlebende Boote der Tátra-Klasse mussten an die Siegermächte ausgeliefert werden. 1919 wurden die Zerstörer wie alle modernen Einheiten der k.u.k. Kriegsmarine nach Italien überführt und 1920 unter den Siegermächten verteilt. Sieben erhielt Italien, einer ging an Frankreich.

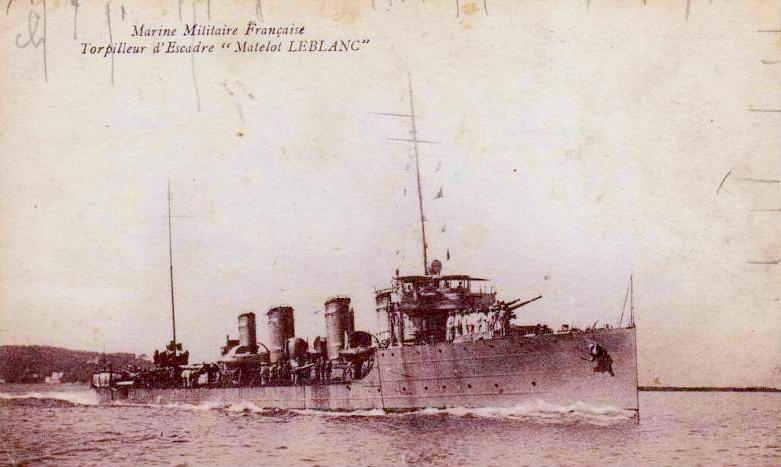
Die Matelot Leblanc ex Dukla

Der an die französische Marine ausgelieferte Zerstörer Dukla erhielt den Namen Matelot Leblanc. Er wurde an der Torpedoschule eingesetzt. Ab 1931 wurde der Zerstörer nur noch als Wohnschiff genutzt und 1936 endgültig ausgemustert. Die Verschrottung erfolgte bis 1941.
Fasana ex Tátra und Zenson ex Balaton wurden von Italien nur als Ersatzteilspender genutzt und schon 1923 verschrottet. Die Zerstörer wurden bei der italienischen Marine als Fasana- oder Grado-Klasse bezeichnet.

Die kürzeste Dienstzeit bei der italienischen Marine hatte die Muggia ex Czepel. Das Schiff wurde überholt und 1923 in Dienst gestellt. Zuerst diente der Zerstörer in der Ägäis, in Konstantinopel, dem Schwarzen Meer und im Dodekanes.
1926 wurde die Muggia in den Fernen Osten verlegt und erreichte Shanghai am 10. März 1927, wo Bürgerkrieg herrschte. Zur Überwachung der Situation und der weiteren Entwicklung kreuzte der Zerstörer zwischen Hongkong und Dairen und auch auf den Flüssen. In der Nacht zum 26. März 1929 befand sich das Boot auf dem Marsch von Amoy nach Shanghai, als es bei Nebel im Archipel vor Taichow auflief und kenterte. Die Besatzung konnte sich auf die Insel Hea Chu retten.
Die 112 Mann wurden vom Japanischen Dampfer Matsumoto Maru aufgenommen, der sie nach Wusung, dem internationalen Hafen von Shanghai, brachte, wo sie vom Kreuzer Libia übernommen wurde.
Der Zerstörer Triglav (2) wurde in Grado umbenannt für den Dienst in der italienischen Marine vorbereitet, wie auch Lika (2) als Cortellazzo, Uszok als Monfalcone und Orjen, die – wie andere – kurzzeitig 1918 des neuen Königreichs Jugoslawien geführten hatte, ehe sie zur italienischen Marine kam und am 26. September 1920 als Pola in italienischen Dienst kam. Diese Schiffe wurden vorrangig für schulische Zwecke aus Tarent und Venedig eingesetzt und führten ihre Fahrten in der Adria und im zentralen Mittelmeer bis nach Italienisch-Nordafrika durch.
Im Oktober 1929 wurden die vier verbliebenen Zerstörer der Fasana-Klasse dann als Torpedoboote eingestuft.

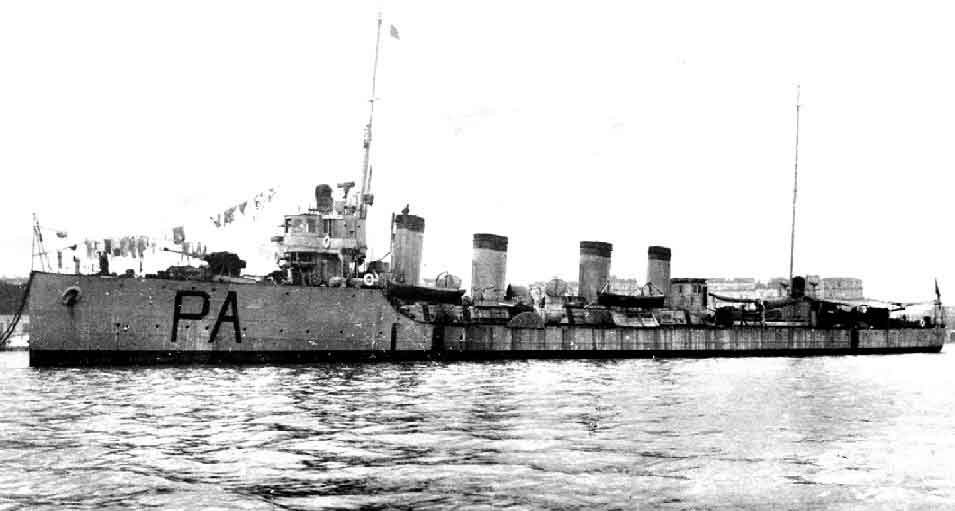
Der Zerstörer Pola ex SMS Orjen

Am 9. April 1931 wurde Pola in Zenson (2) umbenannt, da ein neuer Schwerer Kreuzer der Zara-Klasse den Namen Pola erhalten sollte.
Ab dem 1. Juli 1932 machte die Zenson mit dem ehemals deutschen Kreuzer Taranto als Teil der Maschinistenausbildung eine längere Kreuzfahrt zu Häfen an der Adria, nach Albanien, Griechenland und nach Italienisch-Nordafrika.
Im folgenden Jahr begleitete die Cortellazzo die Taranto auf einer ähnlichen Ausbildungsfahrt zu libyschen Häfen, nach Griechenland und in den Dodekanes.
Am 1. Mai 1937 wurde die Zenson (ex Orjen) endgültig außer Dienst gestellt und anschließend verschrottet; das gleiche Schicksal traf die Grado (ex Triglav II) ab September 1937.
Als letzte Boote der Klasse wurden im Januar 1939 die Cortellazzo (ex Lika II) und Monfalcone (ex Uszok) ausgesondert und anschließend verschrottet.